# Chlorochaeta vaga
Chlorochaeta vaga är en fjärilsart som beskrevs av Butler 1881. Chlorochaeta vaga ingår i släktet Chlorochaeta och familjen mätare. Inga underarter finns listade i Catalogue of Life.